# Бендлево
Бендлево (пол. Będlewo) — село в Польщі, у гміні Стеншев Познанського повіту Великопольського воєводства.
Населення — 501 особа (2011).
У 1975-1998 роках село належало до Познанського воєводства.

## Демографія
Демографічна структура станом на 31 березня 2011 року:
|          | Загалом | Допрацездатний вік | Працездатний вік | Постпрацездатний вік |
| -------- | ------- | ------------------ | ---------------- | -------------------- |
| Чоловіки | 246     | 50                 | 172              | 24                   |
| Жінки    | 255     | 50                 | 142              | 63                   |
| Разом    | 501     | 100                | 314              | 87                   |